# Fernando Altimani
Fernando „Nando“ Altimani (* 8. Dezember 1893 in Mailand; † 2. Januar 1963 ebenda) war ein italienischer Geher.
Bei den Olympischen Spielen 1912 in Stockholm gewann er in 47:37,6 min die Bronzemedaille hinter dem Kanadier George Goulding, der mit 	46:28,4 min einen Weltrekord aufstellte, und dem Briten Ernest Webb (46:50,4 min).
Seine Bestleistung über diese Distanz stellte er mit 44:34,4 min 1913 auf.